# Aguank
Aguank of Agvank (Armeens: Աղվանք, Aguanq; Oudarmeens: Աղուանք, Aguanq) was in de Middeleeuwen de benaming van de oostelijke Armeense provincies Nagorno-Karabach (Artsach) en Oetiek.
Volgens de Armeense geschiedschrijver Mowses Chorenatsi werd Arran - een vorst van het huis van Syuniek - door de Armeense koning Vagarsjak bestuurder van het land ten noorden van de rivier Araks, langs de rivieroever van Koera tot de vesting Hnarakert (het drielandenpunt van de huidige republieken Armenië, Georgië en Azerbeidzjan) benoemd. En wegens zijn beminnelijke natuur werd het land Agwanq genoemd (‘agu’ betekent aardig in het Oudarmeens).
Sedert de 2e eeuw v.Chr. was het huis van Arransjahik in Aguank dominant. In 387 n.Chr. werd Agwank deel van Kaukasisch Albanië. Maar in de 5e eeuw verwierf het zijn eigen kleine koninkrijk. Bekend zijn de koningen Watsje II (die heel zijn regeringstijd tegen de Perzen vocht) en Vachagan III de Vrome.
In de 7e eeuw werd door Mowses Kalankatwatsi het boek ‘Geschiedenis van Aguank’ geschreven.
De benaming van Aguank was vooral in Artsach (Nagorno-Karabach) een lange tijd gangbaar. Het huis van Chatsjen wordt vaak als een afstammeling van de Arransjahiks gezien. Het religieuze centrum van Nagorno-Karabach, Gandzasar, was tot het begin van de 19e eeuw officieel bekend als Aartsbisdom van Aguank (een vertakking van de Armeens-Apostolische Kerk). Jessai Hasan-Jalalian, een aartsbisschop van Gandzasar in de 18e eeuw, schreef zijn boek Korte geschiedenis van Agwanq. Ook de laatste aartsbisschop Sargis Hasan-Jalalian betitelde zijn boek Gebeurtenissen in het land Aguank.